# Серапіон (Лятошевич)
Єпископ Серапіон (в миру Симеон Лятошевич чи Лятушевич; 1705  — 22 квітня 1762)  — український православний діяч доби Гетьманщини. Випускник Києво-Могилянської академії. 
Єпископ Церкви Російської імперії, єпископ Вологодський та Білозерський РПЦ. 

## Життєпис
Освіту отримав у Київській духовній академії. 
У чернецтво пострижений в Києво-Братському Богоявленському монастирі. Займав посаду члена духовної консисторії. 
9 березня 1740 р. – призначений архімандритом Тверського Отрочого монастиря. 
3 лютого 1741 р. – переміщений архімандритом Калязинського Макарієвого Троїцького монастиря. 
30 березня 1745 р. — єпископ Можайський та Волоколамський, вікарій Переславль-Заліської єпархії. 
3 березня 1753 р. — єпископ Переславль—Заліський та Дмитрівський. 
Отримавши призначення на Переслав-Заліську кафедру, він найперше відкрив у своїй єпархії навчальний заклад, який поєднував нижчі та середні класи: нижчі відділення були «російські», де навчалися писати та читати московською та слов’янською мовами, далі слідувала «фара», початковий латинський клас, далі «граматика», «пиїтика» і найвищий — «риторика», де викладалися філософія та найнеобхідніші богословські науки. 
29 жовтня 1753 р. – переведений на катедру Вологодську та Білозерську. 
18 листопада 1759 р. – знеможений паралічем  — відібрало мову, не діяла права рука; ставлеників для посвячення посилали до Костроми, чи до Новгорода, а дозвіл на побудову церков давала консисторія. 
У грудні 1761 р. – звільнений на спокій до Спасо-Прилуцького монастиря. 
Помер там же 22 квітня 1762 р. Похований у Вологодському Софійському соборі. 